# 3154 Grant
3154 Grant је астероид главног астероидног појаса чија средња удаљеност од Сунца износи 3,095 астрономских јединица (АЈ).
Апсолутна магнитуда астероида је 12,6.